# The Genius of Ray Charles
Albums de Ray Charles
What'd I Say
(1959) The Genius Hits the Road
(1960)
The Genius of Ray Charles est un album de Ray Charles enregistré et sorti en 1959 par le label Atlantic Records.
En 1997, il a reçu le Grammy Hall of Fame Award.
L'album a été classée numéro 265 dans The 500 Greatest Albums of All Time selon le classement 2012 de Rolling Stone.

Il fait partie de la liste des 1001 albums qu'il faut avoir écoutés dans sa vie.

## Liste des titres

### Face A
1. "Let the Good Times Roll" (Sam Theard, Fleecie Moore) – 2:53
2. "It Had to Be You" (Gus Kahn, Isham Jones) – 2:45
3. "Alexander's Ragtime Band" (Irving Berlin) – 2:53
4. "Two Years of Torture" (Percy Mayfield, Charles Joseph Morris) – 3:25
5. "When Your Lover Has Gone" (Einar Aaron Swan) – 2:51
6. "'Deed I Do" (Walter Hirsch, Fred Rose) – 2:27

### Face B
1. "Just for a Thrill" (Lil Hardin Armstrong, Don Raye) – 3:26
2. "You Won't Let Me Go" (Bud Allen, Buddy Johnson) – 3:22
3. "Tell Me You'll Wait for Me" (Charles Brown, Oscar Moore) – 3:25
4. "Don't Let the Sun Catch You Cryin'" (Joe Greene) – 3:46
5. "Am I Blue" (Grant Clarke, Harry Akst) – 3:41
6. "Come Rain or Come Shine" (Johnny Mercer, Harold Arlen) – 3:42

## Personnel

### Face A
- Ray Charles - Piano, chant
- Clark Terry - Trompette
- Ernie Royal - Trompette
- Joe Newman - Trompette
- Snookie Young - Trompette
- Marcus Belgrave - Trompette
- John Hunt - Trompette
- Melba Liston - Trombone
- Quentin Jackson - Trombone
- Thomas Mitchell - Trombone
- Al Grey - Trombone
- Frank Wess - Flûte, saxophone alto, saxophone ténor
- Marshall Royal - Saxophone alto
- Paul Gonsalves - Saxophone ténor
- Zoot Sims - Saxophone ténor
- Billy Mitchell - Saxophone ténor
- David Newman - Saxophone ténor
- Quincy Jones – Arrangeur

### Face B
- Ray Charles - Piano, chant
- Allen Hanlon - Guitare
- Wendell Marshall - Basse
- Ted Sommer - Batterie
- Bob Brookmeyer - Trombone à pistons
- Harry Lookofsky - Premier violon
- Ralph Burns - Arrangeur